# St. Louis Film Critics Association Awards 2019
16. ročník předávání cen asociace St. Louis Film Critics Association se konal dne 15. prosince 2019. Nominace byly oznámeny dne 8. prosince 2019.

## Vítězové a nominovaní

### Nejlepší film
Tenkrát v Hollywoodu
- Jmenuju se Dolemite
- Irčan
- Králíček Jojo
- Malé ženy
- Poslední večery na Zemi
- Manželská historie
- Dva papežové
- Waves

### Nejlepší režisér
Quentin Tarantino – Tenkrát v Hollywoodu
- Pon Džun-ho – Parazit
- Sam Mendes – 1917
- Martin Scorsese – Irčan
- Taika Waititi – Králíček Jojo

### Nejlepší adaptovaný scénář
Steven Zaillian – Irčan
- Taika Waititi – Králíček Jojo
- Todd Phillips a Scott Silver – Joker
- Greta Gerwig – Malé ženy
- Anthony McCarten – Dva papežové

### Nejlepší původní scénář
Noah Baumbach – Manželská historie (remíza)
Quentin Tarantino – Tenkrát v Hollywoodu (remíza)
- Emily Halpern, Sarah Haskins, Susanna Fogel a Katie Silberman – Šprtky to chtěj taky
- Pon Džun-ho – Parazit
- Lena Waithe – Queen & Slim

### Nejlepší herec v hlavní roli
Adam Sandler jako Howard Ratner – Drahokam
- Adam Driver jako Charlie Barber – Manželská historie
- Eddie Murphy jako Rudy Ray Moore – Jmenuju se Dolemite
- Joaquin Phoenix jako Arthur Fleck / Joker – Joker
- Jonathan Pryce jako kardinál Jorge Mario Bergoglio – Dva papežové

### Nejlepší herečka v hlavní roli
Scarlett Johansson jako Nicole Barber – Manželská historie
- Cynthia Erivo jako Harriet Tubman – Harriet
- Saoirse Ronan jako Josephine "Jo" March – Malé ženy
- Charlize Theron jako Megyn Kelly – Bombshell
- Renée Zellweger jako Judy Garland – Judy

### Nejlepší herec ve vedlejší roli
Brad Pitt jako Cliff Booth – Tenkrát v Hollywoodu
- Anthony Hopkins jako papež Benedict XVI – Dva papežové
- Al Pacino jako Jimmy Hoffa – Irčan
- Joe Pesci jako Russell Bufalino – Irčan
- Wesley Snipes jako D'Urville Martin – Jmenuju se Dolemite

### Nejlepší herečka ve vedlejší roli
Margot Robbie jako Sharon Tate a Kayla Pospisil – Tenkrát v Hollywoodu a Bombshell
- Annette Bening jako Dianne Feinstein – The Report
- Laura Dern jako Nora Fanshaw – Manželská historie
- Scarlett Johansson jako Rosie Betzler – Králíček Jojo
- Florence Pughová jako Amy March – Malé ženy

### Nejlepší kamera
Roger Deakins – 1917
- Rodrigo Prieto – Irčan
- Lawrence Sher – Joker
- Jarin Blaschke – Maják
- Robert Richardson – Tenkrát v Hollywoodu

### Nejlepší střih
Fred Raskin – Tenkrát v Hollywoodu
- Lee Smith – 1917
- Thelma Schoonmaker – Irčan
- Jennifer Lame – Manželská historie
- Yang Jin-mo – Parazit

### Nejlepší vizuální efekty
Avengers: Endgame
- 1917
- Ad Astra
- Alita: Bojový Anděl
- Irčan

### Nejlepší výprava
Barbara Ling – Tenkrát v Hollywoodu
- Dennis Gassner – 1917
- Bob Shaw – Irčan
- Jess Gonchor – Malé ženy
- Ha-jun Lee – Parazit

### Nejlepší skladatel
Thomas Newman – 1917
- Max Richter – Ad Astra
- Alan Silvestri – Avengers: Endgame
- John Powell – Jak vycvičit draka 3
- Randy Newman – Manželská historie

### Nejlepší soundtrack
Tenkrát v Hollywoodu
- Ledové království II
- Rocketman
- Waves
- Yesterday

### Nejlepší dokument
Apollo 11
- The Biggest Little Farm
- Země medu
- Linda Ronstadt: The Sound of My Voice
- Where’s My Roy Cohn?

### Nejlepší akční film
1917
- Alita: Bojový Anděl
- Avengers: Endgame
- Captain Marvel
- John Wick 3

### Nejlepší hororový film
My
- Maják
- Slunovrat
- Parazit
- Krvavá nevěsta

### Nejlepší komedie
Šprtky to chtěj taky
- Jmenuju se Dolemite
- Malá lež
- Králíček Jojo
- Na nože

### Nejlepší cizojazyčný film
Parazit (Jižní Korea)
- Chvála bohu (Slovensko)
- Poslední večery na Zemi (Čína)
- Non-Fiction (Jižní Korea)
- Bolest a sláva (Španělsko)

### Nejlepší animovaný film
Toy Story 4: Příběh hraček
- Ledové království II
- Jak vycvičit draka 3
- Klaus
- Hledá se Yetti

### Nejlepší scéna
Tenkrát v Hollywoodu – Cliff na ranči
- Avengers: Endgame – Shromáždění Avengerů.
- Manželská historie – Charlie a Nicole hádka v bytě
- Manželská historie – Charlie zpívá „Being Alive“.
- Yesterday – Jack navštíví chatu